# 昭宮猷仁親王
昭宮猷仁親王（1887年8月22日—1888年11月12日），日本皇族明治天皇第四皇子。母為園祥子、大正天皇異母弟。滿宮輝仁親王同母兄。徽印印號不明。誕生時，官方未就其稱號作任何通知。
本來預定為昭宮猷仁親王開設直宮家，不過因其夭折而最終未興辦。逝世時由於正值樞密院會議的11月12日，伊藤博文向出席的明治天皇報告這件事，不過天皇到會議結束前在會場都沒動容，而有這樣的逸話流傳。